# 压伤的芦苇他不折断
《压伤的芦苇他不折断》或作《压伤的芦苇》，是一首基督教赞美诗，为苏佐扬牧师作于1935年。

## 歌词
该赞美诗的中文歌词及经文出处：
|  | 压伤的芦苇他不折断，将残的灯火他不吹灭； 耶稣肯体恤，无限恩爱，祂创始成终爱你到底。 |

### 经文出处
1. ↑  《以賽亞書》第42章第3节参：压伤的芦苇他不折断，将残的灯火他不吹灭。他凭真实将公理传开。《馬太福音》第12章第10节参：压伤的芦苇，他不折断。将残的灯火，他不吹灭。等他施行公理，叫公理得胜。
2. ↑  《希伯來書》第4章第15节参：因我们的大祭司，并非不能体恤我们的软弱。他也曾凡事受过试探，与我们一样。只是他没有犯罪。
3. ↑  《希伯來書》第12章第2节参：仰望为我们信心创始成终的耶稣。（或作仰望那将真道创始成终的耶稣）他因那摆在前面的喜乐，就轻看羞辱，忍受了十字架的苦难，便坐在神宝座的右边。
4. ↑  《約伯記》第13章第1节参：逾越节以前，耶稣知道自己离世归父的时候到了。他既然爱世间属自己的人，就爱他们到底。

### 引用
1. ↑  中国基督教协会《赞美诗（新编）》